# Piper J-3 Cub
Пайпер Каб (англ. Piper Cub; Cub (с англ.) — новичок) — лёгкий двухместный самолёт. Выпускался компанией Piper Aircraft. Под названием Cub скрываются два самолёта: Piper J-2 и Piper J-3.
Самолёт представлял собой подкосный высокоплан смешанной силовой конструкции с полотняной обшивкой, традиционным хвостовым оперением и неубирающимся шасси.
Самолёт получил лицензию Американского департамента торговли 11 июля 1931 года. Первоначально назывался Taylor Cub E-2. С 11 июля 1931 года и до конца года были проданы 22 самолёта по цене $1325 за каждый. По инициативе 19-летнего дизайнера Уолтера Жамоно (фр. Walter Jamouneau) E-2 начали выпускаться под названием Taylor J-2 Cub, где J — первая буква фамилии Жамоно. Со временем прошёл модернизацию и стал обозначаться как Piper J-3. К концу 1937 года компания выпустила уже 687 самолётов. С новым двигателем самолёт имел максимальную скорость в 85 миль/ч (137 км/ч) и потолок в 9300 футов (2835 м). Дальность полёта составляла 351 км при ёмкости топливного бака всего в 45,4 литра.
Начиная с 1939 года Пайпер J-3 стал основным самолётом начальной подготовки пилотов для гражданской авиации — 75 % пилотов обучались на Cub. С учётом производившихся после войны более усовершенствованных самолётов Cub J-4 Coupe, компания Piper Aircraft произвела в общей сложности 14125 гражданских и 5703 военных экземпляра. Piper Cub стал легендой авиации общего назначения, он наиболее известный и популярный лёгкий двухместный самолёт на «западе».
Производился в течение 80 лет — абсолютный рекорд в истории авиации. Новые модели пришли на замену J-3, но его многочисленные модификации (PA11, PA14 Cruiser, PA16 Clipper, PA18 Super Cub) летают и сегодня.

## Боевое применение
Атака на Перл-Харбор
Во время разгрома американских сил в Перл-Харборе 7 декабря 1941 года японские истребители сбили 2 американских самолёта Piper Cub.
Первая арабо-израильская война
В ходе первой арабо-израильской войны Израиль получил 18 самолётов «Пайпер Каб». В ходе войны было потеряно 8 таких самолётов.
28 декабря 1948 года израильский самолёт L-4 «Каб» № A-53 был сбит пушечным огнём египетского истребителя, ещё 7 израильских «Кабов» было потеряно по другим причинам.
Суэцкий кризис
Такие самолёты пытались использовать ВВС Израиля для вторжения в Египет в 1956 году. Было потеряно 3 израильских «Каба», 2 было уничтожено истребителями МиГ-15 ВВС Египта (1 сбит, 1 уничтожен на земле) и ещё 1 был сбит над Иорданией.
Угон «Каба»
24 ноября 1960 года пилот Королевских ВВС Афганистана Абдус Самад Фазли угнал самолёт Piper Cub и совершил посадку на территории другого государства.
Вторжение 1967 года
Во время израильского вторжения в 1967 году истребители ВВС Ирака совершили налёт на израильскую авиабазу в Кфар-Сиркин, уничтожив 1 или 2 израильских самолёта «Каб».

## ЛТХ

Схема Piper Cub

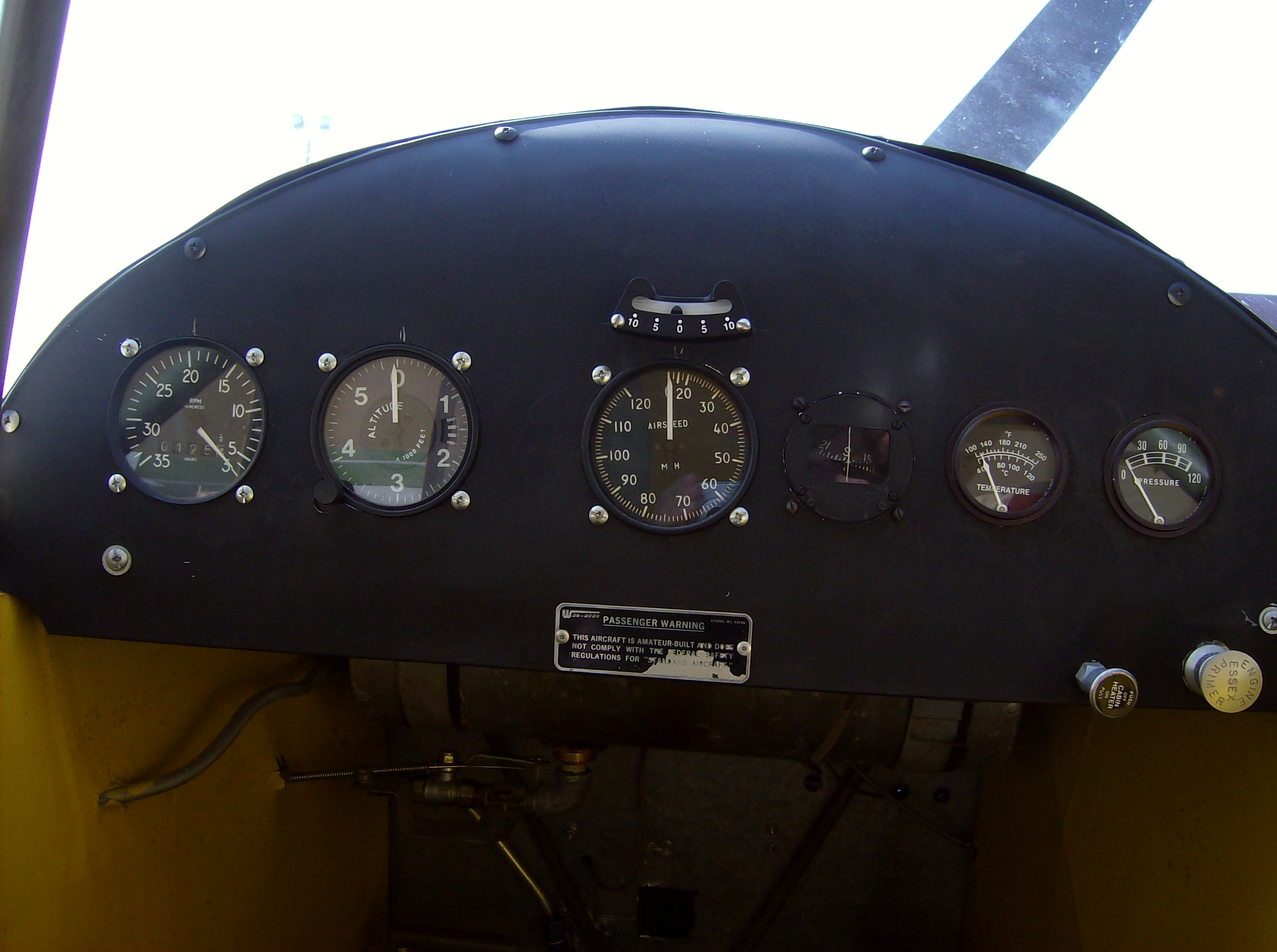
Приборная панель

- Экипаж: 1
- Пассажиров: 1
- Длина: 6,83 м
- Размах крыльев: 10,7 м
- Высота: 2,3 м
- Пустой вес: 345 кг
- Полезная нагрузка: 205 кг
- Максимальный взлетный вес: 550 кг
- Крейсерская скорость: 121 км/ч
- Максимальная скорость: 140 км/ч
- Дальность: 354 км
- Потолок: 3500 м